# Nudaria nuda
Nudaria nuda är en fjärilsart som beskrevs av Jacob Hübner 1800. Nudaria nuda ingår i släktet Nudaria och familjen björnspinnare. Inga underarter finns listade i Catalogue of Life.